# Golaž, reka in mostovi
Golaž, reka in mostovi je delo izpod peresa slovenskega pisatelja in dramatika Toneta Partljiča označeno kot kratka proza, po njegovih besedah pa kvazipotopis, izšel  leta 2003 v Ljubljani pri založbi Pisanica. Začenja se s tremi avtorjevimi posvetili in zahvalami, nadaljuje s petimi  sklopi, ki s svojimi imeni obenem označujejo dogajalne kraje in vsebujejo po več krajših kvazipoglavij, ki se med besedilom večkrat pojavijo zgolj kot poudarjena beseda ali besedna zveza in največkrat ne zmotijo ali prekinejo toka pripovedi,  zaključi pa se s tako imenovanimi Dodatnimi pismi, ki vključujejo pismo, ki ga je avtorju poslal glavni junak po vrnitvi v domovino ter avtorjev odgovor. V dveh dneh nam skozi oči mladega Avstralca slovenskega rodu ter skozi svoje oči predstavi zgodovino in znamenitosti Maribora in Dupleka. V zgodbi srečamo tudi marsikatero resnično osebo s slovenske kulturne, politične in športne scene, celotna pripoved pa vsebuje primerno satirično noto. 

## Vsebina
ŽUPANOV SPLAV
Prvi sklop knjige nosi naslov Županov splav, saj se skoraj v celoti dogaja na istoimenskem dogodku, ki ga vsako leto za izbrane goste organizira mariborski župan v času festivala Lent. Pisatelj se ga na povabilo udeleži v spremstvu Radivoja, sina slovenskih staršev,rojenih Štajercev, ki živijo v Avstraliji. Fant je pri svojih 25 letih prvič v Sloveniji, zato ga zanima vse in še več, želi si zapisati in posneti čim več zanimivega o Sloveniji ter o svojih doživetjih po vrnitvi poročati ostalim izseljencem preko radia. Tekom  pripovedi spremljamo prihode uglednih gostov, vsakemu izmed njih je posvečeno krajše poglavje z imenom in priimkom, njihove zbadljivke in poklone dobrodošlice ter prvo srečanje mladega slovensko-avstralskega novinarja z velikimi imeni iz slovenskih političnih in kulturnih krogov.
NA DRAVI IN LENTU
Sedaj, ko so na splavu prisotni vsi povabljeni, razen dveh, ki sta prizorišče predčasno protestno zapustila, je splav pripravljen na letošnjo plovbo. Med plovbo Radivoj poskusi Štajersko kislo župo, spozna Dupleško mornarico, doživi še en prepir med povabljenci, poskuša razumeti rivalstvo med Mariborom in Ljubljano, izve marsikaj novega o mestu samem, … Plovba se zaključi s pristankom na Lentu, kjer se po splavarskem krstu in županovem govoru povabljenci počasi izkrcajo in porazgubijo v množici na bregu. S pisateljem se podata na krajši obhod, med katerim srečata še nekaj znanih Slovencev in si ogledata najstarejšo trto na svetu.
MESTO PONOČI
Krajši obhod, na katerega sta se namenila pisatelj in Rado se je nehote nekoliko podaljšal in nad mesto se je že spustila noč. Pisatelj si prizadeva, da bi čim prej odšla domov in se spočila za prihodnji dan raziskovanja Dupleka, a mladi novinar je tako radoveden, da se vstavlja na vsakem koraku. Najprej spremita do škofije škofa Vekoslava Grmiča in z njim predelata nekaj slovenske cerkvene zgodovine, ogledata si Gosposko ulico, Ezl Eck, Maistrov trg in njegov kip. Končno v taksiju že na poti domov pa z voznikom razpravljata še o Titovem mostu.
DVORŽAKOVA 10
Naslednji dogajalni kraj in s tem sklop v knjigi je pisateljevo stanovanje, kjer ju pričakata žena Milka in vnukinjin pes Miško. Po polnočnem prigrizku se razvije pogovor o slovenskem odnosu do kulturne dediščine, razvalinah na Lentu in ne nazadnje tudi o Mišku. Rado pisatelja poprosi za nekaj knjig, kjer bi lahko prebral še kaj več o vsem, kar je danes videl in tistem, česar še ni. Pisatelj mu naloži precejšen kup literature in se odpravi k zasluženemu počitku.
DUPLEK
Drugo jutro se dvojica odpravi še v Duplek, rojstni kraj Radivojevih staršev, kjer praznujejo krajevni praznik - Dupleško nedeljo. Še preden dodobra prispeta že srečujeta različne znane obraze. Udeležita se maše, ponovno srečata gospoda Ribiča,župana občine Duplek ter poslanca gospoda Kanglerja, ki sta bila včeraj prav tako na Županovem splavu. Razčistita tudi obliko zapisa pisateljevega priimka (Partlíč ali Pártljič), rečeta še nekaj o dupleški mornarici in tamkajšnji politiki, nato pa Radivoj sreča sorodnike, pri katerih se za dan ustavi preden se poda na nadaljnje odkrivanje lepot domače dežele, pisatelj pa se zadovoljno vrne  domov in zaključi pripoved.

## Izdaje in prevodi
Slovenska izdaja knjige iz leta 2003.COBISS